# Oussama Assaidi
Oussama Assaidi, född 15 augusti 1988 i Beni-Boughafar, är en nederländsk-marockansk före detta fotbollsspelare som under sin karriär spelade för det marockanska landslaget. 
Oussama Assaidi är en irrationell, kvick och teknisk spelare.

## Karriär
Efter en säsong med lite speltid och ingen formtopp 2012 lånades han ut från Liverpool till Stoke City för att utvecklas.